# Kínai sámánizmus
A kínai sámánizmus, más néven vuizmus (kínai írással: 巫教; pinjin: wū jiào; fordítása: „vu vallás”, „sámánizmus”, „boszorkányság”; más olvasata 巫觋宗教 wū xí zōngjiào), a kínai sámánista vallási hagyományra utal. Jellegzetességei különösen az ősi neolitikus kultúrákhoz, például a hongshani kultúrához kötődnek. A sámánista hagyományok a kínai népi vallás szerves részét képezik.
Különféle rituális hagyományok gyökereznek az eredeti kínai sámánizmusban: a kortárs kínai vallási mestereket néha vu- ként azonosítják, bár a legtöbb rend nem vallja magát annak. A taoizmus is részben a kínai sámánizmusból ered: a hosszú életre való törekvés (shou 壽/寿), illetve a xian (仙, „hegyi ember”, „szent ember”) állapot körül alakult ki.
| A vu 巫 írásjele különböző kínai írásstílusokban | A vu 巫 írásjele különböző kínai írásstílusokban | A vu 巫 írásjele különböző kínai írásstílusokban |
| ------------------------------------------------ | ------------------------------------------------ | ------------------------------------------------ |
| A vu írásjele (巫) pecsétírással.                | A vu írásjele (巫) nagy pecsétírással.           | A vu írásjele (巫) bronz írással.                |

## A vujelentése

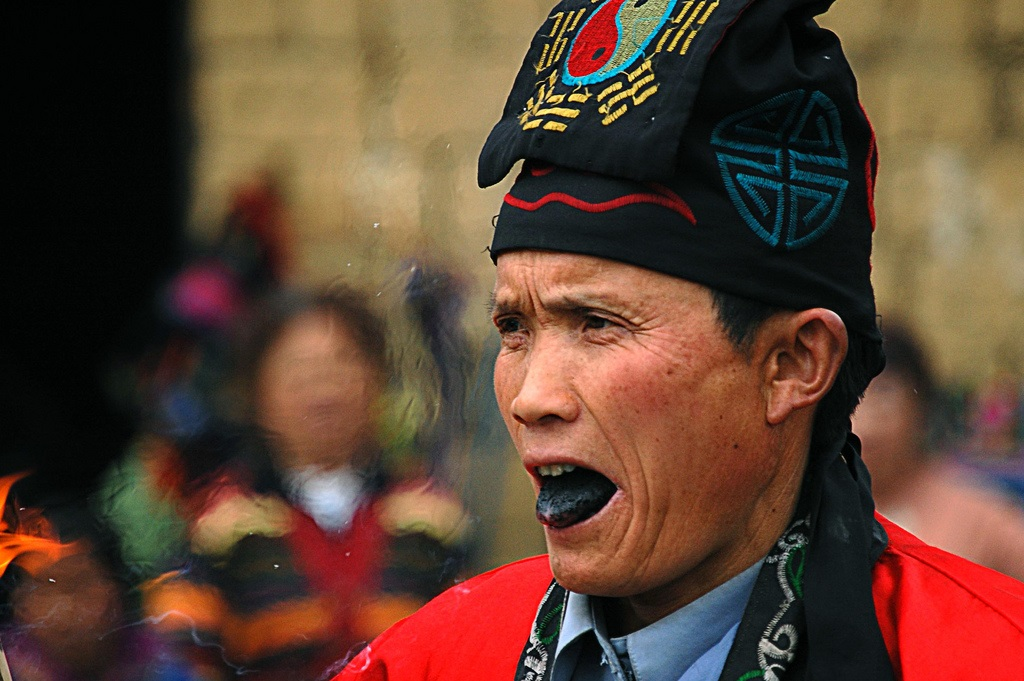
Egy Vu mester..

A kínai vu (wu) 巫 „sámán, varázsló” szót, amely olyan személyt jelöl, aki képes közvetíteni a dolgokat létrehozó erőkkel (etimológiai jelentése „szellem”, „isten”, vagy energia), először a Sang-dinasztia idején (kb. i. e. 1600-1046) jegyezték fel, ekkor még férfi és nő is lehetett vu. A késői Csou-dinasztia idején (i. e. 1045-256) a vu a „női sámán; varázslónő” megnevezése volt, szemben a xi 覡 „férfi sámán; varázsló” (amely először az i. e. 4. századi Kuo jü könyvben jelenik meg). Más nemi megkülönböztetésű sámánnevek: nanwu 男巫 „férfi sámán; varázsló; mágus”; és nüwu 女巫, wunü 巫女, wupo 巫婆, és wuyu 巫嫗 „női sámán; varázslónő; boszorkány”.
A tongji 童乩 (szó szerint „ifjúsági jós”) „sámán; szellemidéző” szó a vu közel szinonimája. A modern kínában megkülönböztetik az őslakos vu-kat a „szibériai sámántól”: 薩滿 vagy 薩蠻; sámán, és az indiai szamana „vándorló szerzetes; aszkéta”: shamen 沙門, sangmen 桑門, vagy sangmen 喪門.
Berthold Laufer (1917:370) német származású antropológus etimológiai kapcsolatot feltételezett a török nyelvekben fellelhető bögü „sámán”, a kínai bu, vu (sámán), buk, puk (isteni) és a tibeti aba (ejtsd ba, varázsló) között. Coblin, W. South (1986:107) a kínai vu - régi alak mju, mjag 巫 „mágus; sámán” és az írott tibeti 'ba'-po „varázsló” és 'ba'-mo „varázslónő” (a bön vallásban) kínai-tibeti *mjaɣ „mágus; varázsló” szavakból eredezteti a kifejezést. További kapcsolatai vannak a csuanga Shigongizmus bu-mo papjaival és a Bimoizmus, a Yi ősvallás bi-mo papjaival. A koreai mu 무 (a koreai sámán megnevezésének első szótagja) szintén rokon a kínai vu 巫-val. Schuessler felsorol néhány etimológiát: a vu rokon lehet a wu 舞 „táncolni” szóval; de mu 母 „anya” szóval is, mivel a vu, ellentétben a xi 覡-val, a női sámánok megnevezése volt; a vu az iráni nyelvekben meglévő *maghu, *maguš, vagy magi „mágus;” szóból ered, ami „rátermett; vallási szakértőt” jelent. Victor Henry Mair (1990), amerikai sinológus régészeti és nyelvészeti bizonyítékot szolgáltat arra, hogy a kínai wu < *myag 巫 „sámán; boszorkány, varázsló"; talán az óperzsa *maguš, magi „mágus” kifejezésből eredő jövevényszó volt. Mair összekapcsolja a kínai bronz-írás vu írásjegyét és a nyugati címerekben szereplő kereszt ☩, közel azonos alakját, mint a mágia jelképe.

## Korai történelem
A hagyományos kínai vallás a Sang-dinasztiától kezdve az ősök imádata köré épült. Az ebből az időszakból származó főistenek nem a természet erői (mint például a mezopotámiai mitológiában), hanem istenített emberek. A császárok őseit di-nek (帝) nevezték, a legnagyobb közülük  Sang-ti (上帝, „a Legmagasabb Úr”). Őt azonosítják a sárkánnyal (Kui 夔), az egyetemes erő (csi) jelképével.
A természetet kozmikus erők uralják: a Napot, a Holdat, a csillagokat, a szeleket és a felhőket isteni energiák által áthatottnak tekintették. A föld istene She (社) vagy Tu (土). A Sang-korszakban két módszerrel lehetett kapcsolatba lépni az isteni ősökkel: az első a vu (巫) sámánok gyakorlatai, amely során a közvetítő tánccal és zenével, megváltozott tudatállapotában eljuthat az ősök birodalmába; a második pedig a jóscsontok használata, egy észszerű módszer.
A Sang dinasztiát követő Csou-dinasztia szembefordult a Sang őskultusszal, és a természet istenei váltak uralkodóvá. A legfőbb hatalmat ebben az időszakban Tien (天, „ég”) névvel illették. Di-vel (地, „föld”) egymást kiegészítő kettősségben alkotja az egész világmindenséget.
A Csu királyság (i. e. 1030 körül - i. e. 223) a tavasz és ősz korszakban különösen kedvelte a sámánista gyakorlatokat és szertartásokat. Ez tükröződik költészetükben, kalligráfiájukban, művészeti alkotásaikban és lakkművészeti tárgyaikban, amelyek gyakran ábrázoltak olyan mitológiai elemeket, amelyek más korabeli államok tárgyai emlékeiben egyébként nem találhatók meg.

## A Csing dinasztia idején
A mandzsu Csing-dinasztia (1644-1912) uralkodói a tunguz sámánizmus számos elemét bevezették a hagyományos kínai vallás rendszerébe. Hong Tadzsi (1592-1643) a sámánista gyakorlatokat az állam szolgálatába állította, vagyis megtiltotta másoknak, hogy rituális célokra új szentélyeket (tangse) emeljenek. Az 1620-as és 1630-as években a Csing uralkodó sámánista áldozatokat mutatott be Mukdenben, a Csingek fővárosában található tangse-ban. 1644-ben, amint a Csingek elfoglalták, Pekinget tették meg új fővárosuknak, hogy innen irányítsák tovább Kína meghódítását, és egy hivatalos sámánszentélyt emeltek a városban. A pekingi tangse-ban és a Tiltott Város női negyedében a Csing-császárok és hivatásos sámánok (általában nők) a dinasztia 1912-es lemondásáig sámánszertartásokat tartottak.
1747-ben Csien-lung császár (uralkodott: 1735-1796) megbízást adott egy sámánkódex kiadására, hogy újjáéleszthesse és szabályozza a vallás azon gyakorlatait és szertartásait, amelyekről attól tartott, hogy elvesznek. Ezt a könyvet a zászlós rendszer tagjai között osztotta szét, hogy irányt mutasson, de nagyon keveset tudunk ennek a rendelkezésnek a hatásáról. A mongoloknak és a han kínaiaknak tilos volt részt venniük a sámánszertartásokon. Részben a titokzatosság miatt ezek a szertartások felkeltették a pekingi lakosok és a Csing fővárosba látogatók kíváncsiságát. A francia jezsuita Joseph-Marie Amiot tanulmányt írt a sámánkódexről: „Rituels des Tartares Mandchous déterminés et fixés par l'empereur comme chef de sa religion” (1773) címmel. 1777-ben Csien-lung császár elrendelte a kódex kínaira fordítását, hogy az bekerüljön a Négy Kincstár Teljes Könyvtárába. A mandzsu változatot 1778-ban nyomtatták ki, míg a kínai nyelvű kiadás, amelynek címe Qinding Manzhou jishen jitian dianli (欽定滿洲祭神祭天典禮), 1780-ban vagy 1782-ben készült el. Bár ez a „sámánkódex” nem egységesítette teljesen a vallási gyakorlatokat a zászlós rendszer tagjai körében, „segített rendszerezni és újraformálni azt, ami addig nagyon képlékeny és sokszínű hitrendszer volt”.

## Északkelet-Kína
Északkelet-Kínában a sámánizmus eltér a közép- és dél-kínai népi vallásosságtól, mivel a han vallás és más népek ősi hitrendszerének, például a mandzsu sámánizmusnak a kölcsönhatásából alakult ki. A sámán különböző rituális feladatokat lát el a hívők csoportjai és a helyi közösségek számára, például holddob táncot és a „lovaglás a halhatatlanokért” chūmǎxiān, (出馬仙) szertartást.

## Modern sámánizmus
A sámánizmus hanyatlásnak indult a neokonfucianizmus miatt, amely tanulatlannak és rendezetlennek bélyegezte. Ezt a 19. században tovább fokozta a nyugati imperializmus megérkezése, amely a sámánizmust babonának tekintette, és amely ellentétben állt a tudományról és a nyugati vallásról vallott nézeteikkel. A végső csapást a maoista Kína jelentette, amelynek következtében minden vallási gyakorlat eltűnt a közterületekről. Bár a jóslás az 1980-as évek óta újra megjelent (főleg a vidéki Kínában), de nem feltűnő módon működnek, a jósok gyakran otthonukból dolgoznak, szájhagyományra támaszkodva, vagy újonnan épített templomokban, taoista egyesületi tagsági igazolvány alatt, hogy a törvény szerint elismerjék őket. A sámánizmus kifejezést és magát a hagyományos vallást is kritizálták nyugati tudósok, mivel az igazságtalan és korlátozott összehasonlítást jelent az általuk jobban kedvelt vallásokkal, például a kereszténységgel és más modern és a nyugati társadalomban jobban dokumentált vallásokkal.
A jósokat gyakran tekintik csalóknak, és a televíziós műsorokban és vígjátékokban gyakran így is ábrázolják őket. A tudományra, a modern orvoslásra és az anyagi kultúrára való összpontosítással együtt Kínában (ami komoly kétségeket ébresztett a spirituális gyakorlatokban), a sámánizmust a modernizációra törekvő tudomány és orvoslás középpontba állításával szembeni ellenkezésnek tekintik. A sámánizmus háttérbe szorulásának egyik oka, hogy többnyire vidéki vagy kevésbé fejlett területeken, illetve kisvárosokban gyakorolják, azzal együtt, hogy a vidéki területeken a hatóságok nem hajtják végre a sámánizmus-ellenes politikát (vagy azért, mert maguk is hisznek a sámánizmusban, vagy „a helyi hiedelmeknek engedve félrenéznek”). A sámánista gyakorlatok közé tartozik ma az időjárás irányítása, a modern orvostudomány által nem kezelhető betegségek gyógyítása, a szellemek és démonok kiűzése, valamint a jövőbelátás vagy jövendölés.
A sámánizmus népszerűségének csökkenése nem minden területen mutatkozik meg. Dél-Kína számos területén (például Chaoshan-ban) és Észak-Kína vidéki területein még mindig népszerű. Tajvanon (bár az állam megpróbálta betiltani a sámánizmust, de végül csak korlátozta azt) még mindig sokan vannak, akik nyíltan gyakorolják, anélkül, hogy Kína egyes részein tapasztalható megbélyegzést kellene elszenvedniük.

## Fordítás
- Ez a szócikk részben vagy egészben  a   Chinese shamanism című angol Wikipédia-szócikk ezen változatának fordításán alapul.  Az eredeti cikk szerkesztőit annak laptörténete sorolja fel. Ez a jelzés csupán a megfogalmazás eredetét és a szerzői jogokat jelzi, nem szolgál a cikkben szereplő információk forrásmegjelöléseként.